# Уранов, Михаил Николаевич
Михаил Николаевич Уранов (род. 9 июля 1963, Челябинск) — советский и российский пловец, тренер по плаванию. Мастер спорта СССР, Заслуженный тренер России.

## Биография
Родился в 1963 году в Челябинске. Начал заниматься плаванием с 1970 года под руководством В. Ф. Жлудова. Выступал на различных соревнованиях, в 1980 году выполнил норматив на звание Мастера спорта СССР по плаванию. Победитель первенства РСФСР (1979), серебряный призер чемпионата РСФСР (1980).
В 1984 году окончил Челябинский государственный институт физической культуры, специализировался на вольном стиле. Тогда же начал работать тренером в Детско-юношеской спортивной школе № 4 при областном спортивном совете «Труд». С 1999 работал в плавательном клубе «Аквамарин»: тренер, с 2000 года — директор клуба. Всего посвятил тренерской работе около тридцати лет своей жизни.
Был тренером и другом А. Ф. Бакаева, чемпиона (1996) и многократного призера Паралимпийских игр и др. спортсменов клуба инвалидного плавания.
Награждён медалью ордена «За заслуги перед Отечеством» II степени (2006). Заслуженный тренер России (2000). Также был удостоен стипендии Губернатора Челябинской области «за выдающийся вклад в развитие массовой физической культуры и спорта».